# Marino Basso
Marino Basso durante o Tour de France de 1969.
Marino Basso (n. 1 de junho de 1945 em Caldogno,  na província de Vicenza em Vêneto) é um antigo ciclista italiano, profissional de 1966 a 1978.

## Biografia
Grande sprinter, Marino Basso conta mais 80 vitórias no seu palmarés.
Tem conseguido numerosas etapas ao Giro d'Italia (15 vitórias), ao Tour de France (6 vitórias) e ao Volta a Espanha (6 vitórias).
Tem conseguido igualmente a classificação por pontos da Giro d'Italia de 1971 e levado a camisola de campeão do mundo.
Tem sido igualmente diretor do Preti Mangimi.

## Palmarés

### Palmarés por ano
- 1965
  - Giro do Friuli Venezia Giulia
- 1966
  - La Popolarissima
  - 8. ª etapa do Giro d'Italia
  - 3.º de Milão-Vignola
- 1967
  - grande Prêmio Campagnolo
  - 3.ª e 18.ª etapas do Tour de France
  - 2.º do GP Industria & Commercio di Prato
  - 2.º da Giro del Veneto
- 1968
  - Milão-Vignola
  - Grande Prêmio Cemab
  - 15.ª etapa do Giro d'Italia
  - 6.ª etapa da Giro di Sardegna
  - 2.º de Paris-Luxemburgo
  - 3.º do Campeonato de Zurique
  - 3.º da Giro de Toscana
- 1969
  - Giro de Campanie
  - Troféu Matteotti
  - Giro do Piamonte
  - Três Vales Varesinos
  - 8.ª, 13.ª, 18.ªa e 18.ªb etapas do Giro d'Italia
  - 7.ªa etapa de Paris-Nice
  - 1.ª etapa do Tour de France
  - 3.º de Milão-Sanremo
  - 3.º da Volta à Flandres
  - 3.º da Volta de Lacio
- 1970
  - 3.ªb, 11.ºb e 21.ª etapas do Tour de France
  - 4.ª e 15.ª etapas do Giro d'Italia
  - 3.ºa e 4.ª etapas de Paris-Luxemburgo
  - 3.º do campeonato da Itália em estrada
  - 3.º da Coppa Agostoni
  - 3.º da Coppa Bernocchi
  - 3.º da Tour de Veneto
  - 4.º de Paris-Tours
- 1971
  - Milão-Vignola
  - Giro d'Italia :
  -  Classificação por pontos
  - 1.ª, 9.ª e 11.ª etapas
  - 2.º da Paris-Tours
  - 2.º do grande Prêmio Cemab
  - 3.º de Paris-Roubaix
  - 3.º da Tour de Campanie
- 1972
  -  Campeão do mundo em estrada
  -  Campeão de Itália de omnium
  - Coppa Bernocchi
  - Giro di Sardegna :
  - Classificação geral
  - 2.ªa e 2.ªb etapas
  - 1.ª etapa do Giro d'Italia
  - 2.º dos Três Vales Varesinos
  - 3.º de Milão-Sanremo
- 1973
  - Milão-Vignola
  - Grande Prêmio do canto de Argovie
  - Génova-Nice
  - 20.ª etapa do Giro d'Italia
  - 1.ª e 4.ºb (contrarrelógio) etapas do Tirreno-Adriático
  - 2.º de Sassari-Cagliari
  - 2.º do Troféu Matteotti
- 1974
  - GP Montelupo
  - 22.ª etapa do Giro d'Italia
  - Seis dias de Castelgomberto (com Dieter Kemper)
  - 3.º do campeonato da Itália em estrada
  - 3.º de Milão-Vignola
  - 3.º da Volta à Sicília
  - 6.º de Milão-Sanremo
- 1975
  - 4.ª, 6.ª, 8.ª, 9.ª, 10.ª e 11.ªb etapas da Volta a Espanha
  - 3.º do grande Prêmio Cemab
  - 7.º de Milão-Sanremo
- 1976
  - 2.ª e 5.ªa etapas da Volta ao País basco
  - 1.ª etapa da Volta à Catalunha
  - 2.º da Volta de Campanie
- 1977
  - Coppa Placci
  - 8.ºb etapa do Giro d'Italia
  - 1.ª etapa da Tour des Pouilles
  - 2.º de Milão-Vignola
  - 2.º da Tour des Pouilles
- 1978
  - 4.ª etapa da Tour do Mediterrâneo
  - 2.º de Milão-Vignola
  - 5.º do Campeonato de Zurique

### Resultados nas grandes voltas

#### Tour de France
4 participações
- 1967 : 64.º, vencedor da 3.ª e 18.ª etapas
- 1969 : abandono (10.ª etapa), vencedor da 1.ª etapa
- 1970 : 63.º, vencedor do 3.ªb, 11.ªb e 21.ª etapas
- 1972 : 82.º

#### Giro d'Italia
13 participações
- 1966 : 48.º, vencedor da 8.ª etapa
- 1967 : abandono
- 1968 : 54.º, vencedor da 15.ª etapa
- 1969 : 47.º, vencedor do 8.ª, 13.ª, 18.ªa e 18.ªb etapas
- 1970 : abandono (18.ª etapa)
- 1971 : 42.º, vencedor do  classificação por pontos e da 1.ª, 9.ª e 11.ª etapas,  camisola rosa durante um dia
- 1972 : abandono (fora de tempos 4.ªa etapa), vencedor da 1.ª etapa,  camisola rosa durante dois dias
- 1973 : 84.º, vencedor da 20.ª etapa
- 1974 : 85.º, vencedor da 22.ª etapa
- 1975 : abandono (20.ª etapa)
- 1976 : 84.º
- 1977 : abandono (17.ª etapa), vencedor da 8.ªb etapa
- 1978 : abandono (desclassificação 15.ª etapa)

#### Volta a Espanha
1 participação
- 1975 : abandono, (19.ªb etapa), vencedor da 4.ª, 6.ª, 8.ª, 9.ª, 10.ª e 11.ªb etapas